# Opsebius inflatus
Opsebius inflatus är en tvåvingeart som först beskrevs av Friedrich Hermann Loew 1857.  Opsebius inflatus ingår i släktet Opsebius och familjen kulflugor. Inga underarter finns listade i Catalogue of Life.